# Karel Pavlík
Karel Pavlík (ur. 19 października 1900 we wsi Hradové Střimelice, zm. 26 stycznia 1943 w KL Mauthausen) – czechosłowacki wojskowy i członek czechosłowackiego ruchu oporu w stopniu kapitana, pośmiertnie awansowany do stopnia pułkownika.

## Życiorys
Urodził się we wsi Hradové Střimelice, obecnie będącej częścią gminy Stříbrná Skalice. Po ukończeniu nauki pracował krótko jako nauczyciel i urzędnik państwowy. W 1920 roku został powołany do służby w czechosłowackiej armii i krótko później wstąpił do akademii wojskowej, którą ukończył w 1923 roku, uzyskując stopień podporucznika. Następnie służył w 1 batalionie w Děčínie.
W latach 20. XX wieku ożenił się i służył jako dowódca plutonu. Od 1929 roku był komendantem ośrodka szkolenia. W 1932 roku awansował na stopień kapitana. Uważany był za oficera o słabych kwalifikacjach, powierzchownego i skłonnego do kłamstw. W 1933 roku został przeniesiony do 8 pułku piechoty w Mistku. W 1935 roku rozpadło się jego małżeństwo. W 1936 roku objął dowództwo kompanii, a opinia o nim uległa dużej zmianie. Dowódca pułku uznawał go za doskonałego dowódcę kompanii.
Podczas niemieckiej inwazji na Czechosłowację dowodził obroną koszar Czajanka w Mistku – jedynym przypadkiem zorganizowanego oporu armii czechosłowackiej podczas wkraczania Wehrmachtu do Czechosłowacji. 26 sierpnia 1939 roku zwolniony ze służby wojskowej, zapisał się na kurs rzemieślnicy i rozpoczął współpracę z ostrawską organizacją ruchu oporu „Za vlast”. Organizował m.in. przerzut czechosłowackich żołnierzy do Polski. Następnie przeniósł się do Pragi i dołączył do Obrony Narodu, współpracował także z organizacją Jindra kierowaną przez nauczyciela Ladislava Vankę. Zajmował się m.in. organizacją wsparcia dla spadochroniarzy zrzuconych na terytorium Czechosłowacji.
Po zamachu na Reinharda Heydricha został aresztowany podczas konspiracyjnego spotkania z profesorem Vanką, który po aresztowaniu podjął współpracę z Gestapo. Podczas próby ucieczki zastrzelił z pistoletu biegnącego za nim psa służbowego, został jednak obezwładniony przez niemieckich policjantów. Następnie został osadzony w pałacu Petschków, gdzie był brutalnie przesłuchiwany. Próbował także popełnić samobójstwo używając do tego zaostrzonej łyżki. Następnie został przeniesiony do Małej Twierdzy w Terezinie. W styczniu 1943 roku trafił do Mauthausen-Gusen, gdzie wkrótce potem został stracony.
W 2019 roku na Vinohradach w Pradze odsłonięto poświęconą mu tablicę pamiątkową.

## Odznaczenia
- Krzyż Wojenny Czechosłowacki 1939 (pośmiertnie, 1945)[4]
- Medal za Bohaterstwo (pośmiertnie, 1999)[5]